# 須越町
須越町(すごしちょう)は、滋賀県彦根市の地名。

## 地理
彦根市北東部に位置し、町中央部には安食川が流れていて、南部には宇曽川が流れている。
琵琶湖が見え、町内部には野田沼がある。
宇曽川の河口付近には磯田漁港がある。

## 世帯数と人口
2019年（平成31年）4月1日現在の世帯数と人口は以下の通りである。
| 町丁   | 世帯数  | 人口  |
| ------ | ------- | ----- |
| 須越町 | 219世帯 | 576人 |

### 人口の変遷
国勢調査による人口の推移。
| 1995年（平成7年）  | 718人 | [ 5 ] |  |
| 2000年（平成12年） | 671人 | [ 6 ] |  |
| 2005年（平成17年） | 671人 | [ 7 ] |  |
| 2010年（平成22年） | 620人 | [ 8 ] |  |
| 2015年（平成27年） | 557人 | [ 9 ] |  |

### 世帯数の変遷
国勢調査による世帯数の推移。
| 1995年（平成7年）  | 188世帯 | [ 5 ] |  |
| 2000年（平成12年） | 196世帯 | [ 6 ] |  |
| 2005年（平成17年） | 196世帯 | [ 7 ] |  |
| 2010年（平成22年） | 197世帯 | [ 8 ] |  |
| 2015年（平成27年） | 190世帯 | [ 9 ] |  |

## 学区
市立小・中学校に通う場合、学区は以下の通りとなる。
| 番・番地等 | 小学校             | 中学校           |
| ---------- | ------------------ | ---------------- |
| 全域       | 彦根市立城陽小学校 | 彦根市立南中学校 |

## 施設
- 須越郵便局

## 交通機関
鉄道は通っていない。バスは、須越と須越北。

## 道路
- 滋賀県道25号彦根近江八幡線

## その他

### 日本郵便
- 郵便番号 : 522-0058[3]（集配局：彦根郵便局[11]）。